# Vakufski neboder (Sarajevo)
Vakufski neboder (poznat kao JAT-ova neboder), najstariji je sarajevski oblakoder. Nalazi se nedaleko od Vječne vatre, na spoju glavnih sarajevskih šetnica – Ferhadije i Titove ulice. Sagrađen je na mjestu nekadašnje Čemaluševe džamije, kao vakufski posjed Islamske zajednice u Bosni i Hercegovini, u čijem se vlasništvu i danas nalazi.

## Izgradnja oblakodera
Na lokaciji prekoputa Vječne vatre u 16. stoljeću podignuta je Ćemaluševa džamija, čiji je vakif bio Havadže Kemaludin. Zbog zapuštenosti i postepenog propadanja,Vakufska direkcija odlučila je srušiti ostatke i započeti hrabar građevinski poduhvat koji će trajno obilježiti panoramu grada. Odlučeno je da se na tom mjestu gradi prvi oblakoder u Sarajevu. Nazvan je Vakufski neboder, s obzirom na to da je Islamska zajednica u Bosni i Hercegovini vlasnik objekta. Projektanti su bili braća Muhamed i Reuf Kadić, arhitekti koji su se školovali u Pragu. Tijekom Drugog svjetskog rata gradnja je zaustavljena. Nastavak je krenuo poslije rata i objekt je završen 1947. godine. Zaustavio se na dvanaest katova. Betonska konstrukcija s tornjem visoka 40 metara ispunjena je ciglama i zelenom fasadom, velike prozorske površine daju unutrašnjosti maksimalnu osvijetljenost i ugodan osjećaj.
Objekt se zasniva na kubizmu i neplasticizmu, a ta slobodna i čista forma daje pravo da su braća Kadić polako u Sarajevo i njegovu arhitekturu počeli da uvode pravac minimalizma. Ljepota objekata koje su braća Kadić pravili je u tome što su neprimjetni upravo zbog svog prepoznatljivog stila. I ova zgrada izgleda potpuno neprimjetna, iako iskače iz ambijentalnog prostora. U doba gradnje, ovaj objekt predstavljao je jedan od najreprezentativnijih i najopremljenijih u gradu. Zgrada je imala liftove, ali nije završena po projektu braće Kadić. Vjerovatno su se nove vlasti SFR Jugoslavije prepale visine objekta, pa je skraćen za tri etaže. Na devetom katu, broju koji ima značaj u islamu, nalazi se poznata terasa, galerijski izvedena oko tornja. Ona podsjeća na šerefet minareta. Na njoj su zbog prekrasne panorame grada često snimani glazbeni spotovi, ali i scene mnogih filmova. Vakufski neboder tako je postao još jedno futurističko obilježje grada, kojem takvih simbola nije nedostajalo.
Vakufski neboder je također poznat pod nazivom JAT-ov neboder, zato što su se na njegovom vrhu nalazile velike reklame Jugoslavenskog aviotransporta, čiji je skraćeni naziv bio JAT. Danas posljednja četiri kata ovog solitera zauzima hotel Hecco Deluxe, iz čijih petnaest luksuznih apartmana se pruža prekrasan pogled na uže središte Sarajeva.
Posjet restoranu Hotela, koji se nalazi na desetom spratu nebodera, dozvoljen je i onima koji nisu gosti hotela, pa je ovaj vidikovac savršen za sve one koji žele doživjeti odličan pogled na Sarajevo, a da pri tome ne moraju napuštati uže središte grada.

## Vanjske poveznice
- Vakufski neboder Sarajevo